# Forest Rangers Football Club
El Forest Rangers Football Club és un club de futbol de la ciutat de Ndola, Zàmbia. Juga a l'estadi Dola Hill.

## Palmarès
- Copa Coca Cola zambiana de futbol:[1]

2005